# BSV Brandenburg
Der BSV Brandenburg (ursprünglich BSV Stahl Brandenburg) war ein Sportverein aus Brandenburg an der Havel. Bis zur Ausgliederung der Sektionen Fußball und Handball im Jahr 1990 in den BSV waren sie Sektionen der BSG Stahl Brandenburg, der Betriebssportgemeinschaft des Stahl- und Walzwerks Brandenburg und der BSG Stahl Kirchmöser (nur Handball). Heimstadion der Fußballer war das städtische Stadion am Quenz, die Handballer spielten in der Stahlhalle. Nach einem Konkurs wurde der Nachfolgeverein FC Stahl Brandenburg gegründet.

## Geschichte des Gesamtvereins

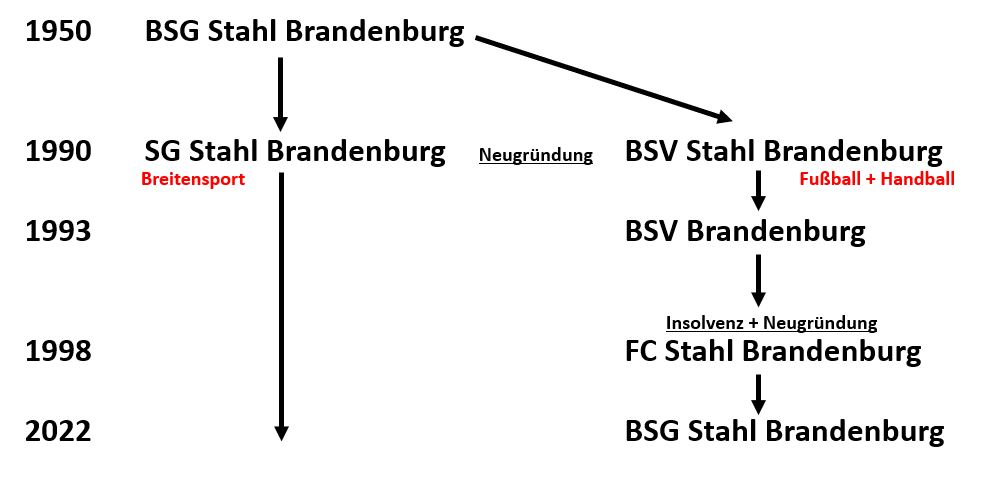
Genese der BSG Stahl Brandenburg von 1950 bis 2022

Der Verein ging aus der Fußballsektion der am 20. November 1950 gegründeten BSG Stahl Brandenburg und den Handballsektionen der Betriebssportgemeinschaften Stahl Brandenburg und Stahl Kirchmöser hervor. Nach der politischen Wende trennte man sich 1990 vom nunmehr als SG Stahl Brandenburg bezeichneten Großverein und firmierte fortan als BSV Stahl Brandenburg. Drei Jahre später fiel das Stahl aus dem Vereinsnamen und fortan hieß der Verein nur noch BSV Brandenburg. Die Handballabteilung gründete sich zwischenzeitlich als HV 92 Brandenburg aus dem Verein aus, kehrte 1996 jedoch wieder in den Verein zurück, ehe sie 1997 aufgelöst wurde. 1998 meldet der Verein Konkurs an. Daraufhin gründete sich der FC Stahl Brandenburg, der die Lizenzen und Verträge des aufgelösten Altvereins übernahm und sich in der Tradition der BSG Stahl und des BSV sieht.

## Fußball

### Vorgeschichte als BSG Stahl

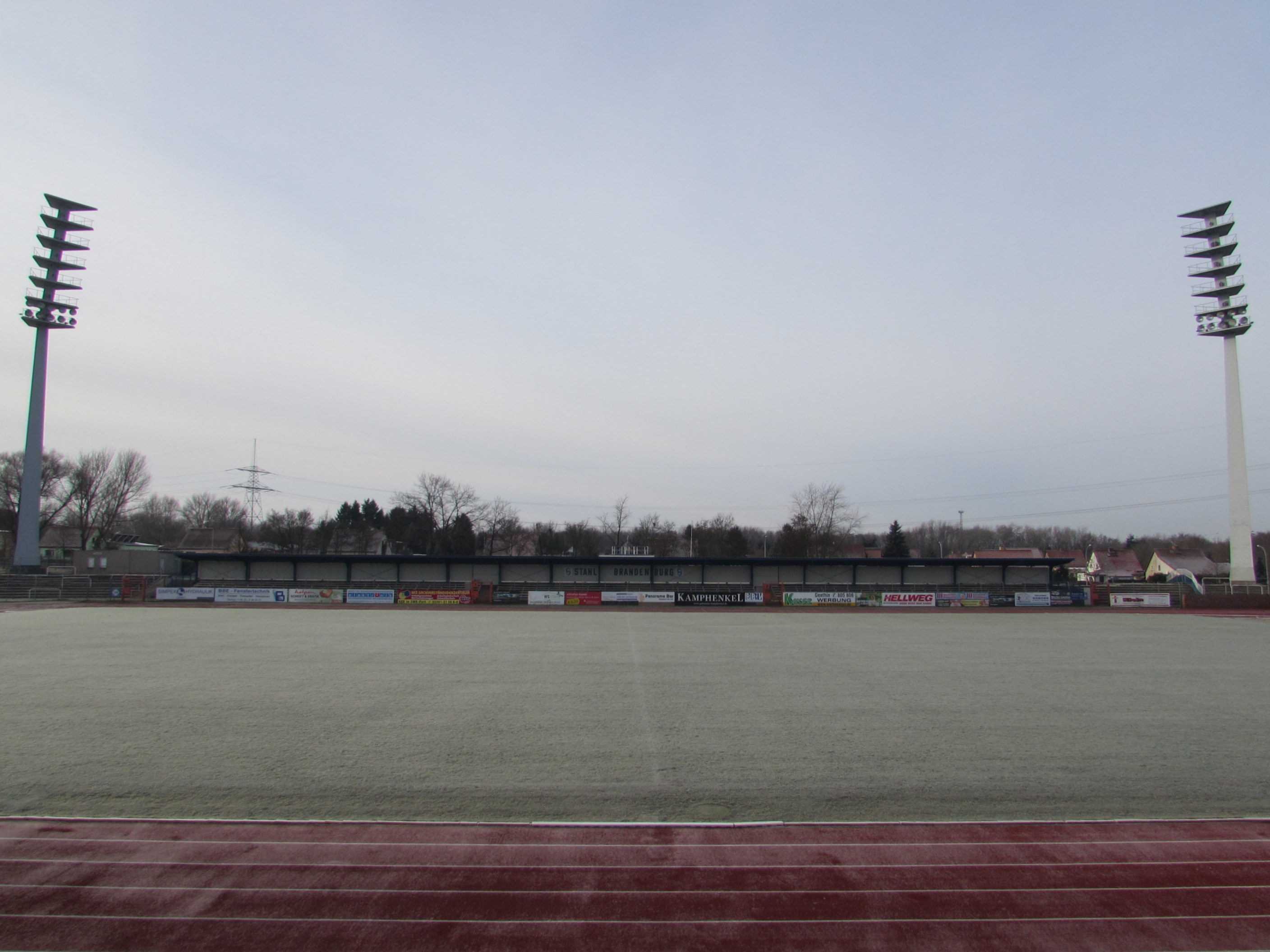
Heimstätte der Fußballer: Stahlstadion

Die Mannschaft der BSG Stahl spielte bis 1955 in der fünftklassigen Bezirksklasse. Nach der Auflösung der Fußballsektion der BSG Einheit Brandenburg wurde Einheits Startplatz in der Bezirksliga eingenommen. 1958 gelang zum ersten Mal der Aufstieg in die II. DDR-Liga. In dieser hielt sich die Mannschaft jedoch nur ein Jahr. 1970 gelang, nachdem zwischenzeitlich die II. DDR-Liga abgeschafft worden war, der Aufstieg zur DDR-Liga, in welcher sich Stahl etablieren konnte. Lange bestimmte die BSG das Niveau der Spielklasse mit und wurde schnell zu einem Spitzenklub der Liga. Bereits 1973 wurde man Vizemeister. 1983 gelang der erste Staffelsieg, aber noch scheiterten die Stahlwerker in der Aufstiegsrunde zur DDR-Oberliga. Der Sprung in die höchste Spielklasse gelang ein Jahr später, 1984. Größter Erfolg der Stahl-Fußballer war in der Saison 1986/87 die Teilnahme am europäischen Wettbewerb, dem UEFA-Cup, nachdem man die Oberligavorsaison als Fünftplatzierter abschloss. Im UEFA-Pokal erreichte Stahl Brandenburg die zweite Runde, schied aber gegen den späteren Europapokalsieger IFK Göteborg aus. Zwei Jahre später erreichte Brandenburg mit dem 4. Tabellenplatz sein bestes Saisonergebnis in der Oberliga.

### BSV Brandenburg im gesamtdeutschen Fußball

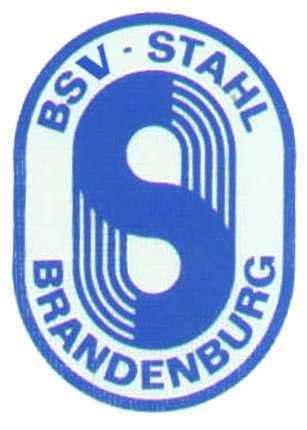
Vereinswappen 1990 bis 1993

Nach der Wende wurde die Fußballabteilung der BSG Stahl in den BSV Stahl ausgegliedert und die erste Mannschaft spielte eine Saison in der 2. Bundesliga Nord. Es folgten zwei Jahre in der damals drittklassigen Oberliga Nordost, die Teilnahme an der deutschen Amateurmeisterschaft 1993 sowie die Qualifikation für die Regionalliga Nordost zur Saison 1994/95. Es folgte der Abstieg in die nun viertklassige Oberliga Nordost und unmittelbar darauffolgend 1995/96 der Abstieg in die fünftklassige Verbandsliga. 1998 musste der BSV Konkurs anmelden und wurde aus dem Vereinsregister gelöscht.

### Erfolge
- Erstklassigkeit (NOFV-Oberliga): 1990/91
- 2. Bundesliga: 1991/92
- Brandenburgischer Landespokal: 1994
- FDGB-Pokal: 1990/91
- DFB-Pokal: 1991/92, 1992/93, 1994/95

### Trainerhistorie
- März 1990 – Oktober 1991: Eckhard Düwiger
- Oktober 1991 – Januar 1992: Günther Reinke
- Januar 1992 – April 1992: Helmut Kosmehl
- April 1992 – Juni 1992: Eckhard Düwiger
- Juli 1992 – September 1992: Rolf Schafstall
- September 1992 – September 1994: Werner Voigt
- September 1994 – Juni 1995: Christoph Ringk
- Juli 1995 – September 1995: Peter Kohl
- September 1995 – Juni 1996: Winfried Kräuter
- Juli 1996 – Februar 1997: Lothar Hamann
- Februar 1997 – Juni 1998: Uwe Öchsle

### Nationalspieler
Nationalmannschaftsspieler, die bei der BSG Stahl Brandenburg oder dem BSV Stahl beziehungsweise BSV Brandenburg aktiv waren:
- Steffen Freund (21 A für Deutschland)
- Michael Hartmann (4 A für Deutschland)
- Eberhard Janotta (1 A und Olympiaauswahl der DDR)
- Frank Jeske (Olympiaauswahl für die DDR)
- Wilfried Klingbiel (6 A, 5× Olympiaauswahl, 12 Nachwuchsländerspiele für die DDR)
- Andreas Lindner (Olympiaauswahl der DDR)
- Eckart Märzke (31 Nachwuchsländerspiele und 1 B-Länderspiel für die DDR)
- Ingo Nachtigall (15 Nachwuchsländerspiele für die DDR)
- Markus Wuckel (4 A, 24× Olympiaauswahl (11 Tore), 28× U21 (11 Tore) für die DDR)
- René Schneider (1 A für Deutschland)

### Weitere bekannte Spieler
| - Christian Beeck - Uwe Ferl - Midhat Gluhačević - Karsten Heine - Detlef Irrgang - Timo Lange | - Jens Pahlke - Silvio Demuth - Roy Präger - Christoph Ringk - Uwe Schulz - Kay Wenschlag | - Andreas Winkler - Detlev Zimmer - Michael Schulz - Holger Bahra - Falk Zschiedrich |

## Handball

### Sportliche Geschichte

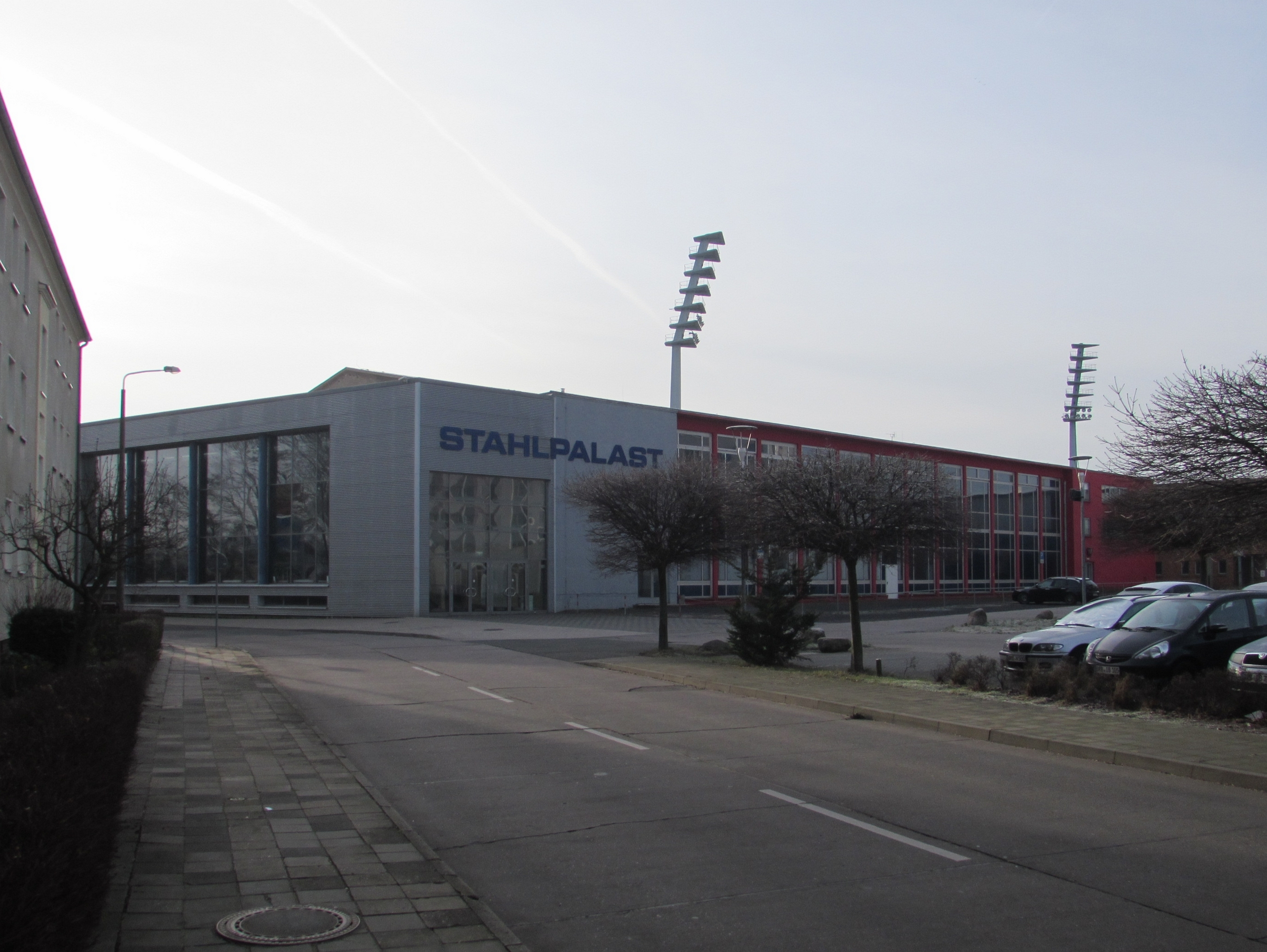
Stahlpalast, die ehemalige Stahlsporthalle, in der die Oberliga- und Bundesligaspiele ausgetragen wurden

Die Mannschaft der BSG Stahl Brandenburg und der BSG Stahl Kirchmöser spielte 1986/87 erstmals in der Handball-DDR-Oberliga, der höchsten Spielklasse. Nach Ab- und Wiederaufstieg kam man 1988/89 auf den zehnten, in der folgenden Saison 1989/90 auf den neunten Tabellenplatz.
1990 gliederten sich die Handballsektionen der BSG Stahl mit den Fußballern Stahl Brandenburgs aus ihren Vereinen aus und gründeten den BSV Stahl Brandenburg. Mit acht Siegen und zwei Unentschieden kam man unter neuem Namen in der Saison 1990/91 wiederum auf den neunten Tabellenplatz und qualifizierte sich so für die Handball-Bundesliga. Die Bundesligasaison wurde für fast alle ehemaligen Spitzenteams der DDR zum Fiasko. Aufgrund des Weggangs eines großen Teils der Leistungsträger nach der politischen Wende war auch der BSV nicht konkurrenzfähig und konnte in der Staffel Nord nur einen einzigen Sieg und ein Unentschieden erzielen. Der BSV belegt darüber den letzten Platz der Ewigen Tabelle der Handballbundesliga.
In der folgenden Zweitligasaison 1992/93 kamen die Handballer, die sich ihrerseits wiederum zwischenzeitlich aus dem BSV Stahl ausgegliedert und den HV 92 Brandenburg gegründet hatten, in der Staffel Nord auf den vierten (von vierzehn) Platz. Die Saison 1993/94 wurde der Handballclub Vorletzter und stieg ab.
Im Dezember 1994 nannte sich der Handballverein in HV Brandenburger Adler um. 1996 trat man wieder dem in BSV Brandenburg umbenannten Verein bei, den man vier Jahre zuvor verlassen hatte. Bis 1997 nahm man am Spielbetrieb teil. Wahrscheinlich im selben Jahr wurde die Handballabteilung aufgelöst.

### Sportliche Bilanz
| Liga          | Spielzeiten | Spiele | Siege | Unentschieden | Niederlagen | Tore        | Punkte   | Ewiger Tabellenplatz |
| ------------- | ----------- | ------ | ----- | ------------- | ----------- | ----------- | -------- | -------------------- |
| DDR-Oberliga  | 4           | 82     | 21    | 8             | 53          | 1720 : 1922 | 50 – 114 | 17.                  |
| 1. Bundesliga | 1           | 26     | 1     | 1             | 24          | 442 : 599   | 3 – 49   | 88.                  |
| 2. Bundesliga | 2           | 60     | 24    | 7             | 29          | 1182 : 1220 | 55 – 65  | 107.                 |